# Jean Dufourt
Pour l’article ayant un titre homophone, voir Jean Dufour.
Jean Dufourt, né à Lyon le 28 octobre 1887 et mort à Lyon le 28 février 1953, est un écrivain et romancier français.

## Biographie
Fils de Ernest Dufourt (1849-1907) soyeux et poète, il est élève au Collège des Jésuites de la rue Sainte-Hélène à Lyon, puis sur les conseils de son père s’engage dans le droit et l’école de notariat. Il abandonne ses études et publie avant-guerre trois romans sous le pseudonyme de Gabriel Salvat puis signe de son nom une quinzaine d’autres romans. Sous la présidence d’Henri d’Hennezel, il entre à l'Académie des Sciences, Belles-lettres et Arts de Lyon le 8 juin 1943.
Le roman Calixte, ou l'introduction à la vie lyonnaise figure sur la fresque murale de la Bibliothèque de la Cité à Lyon.
Le compositeur, musicologue et philosophe Hugues Dufourt est son petit-fils.

## Œuvres
- Sous le pseudonyme de Gabriel Salvat[6]
  - 1911 : La famille Cadet-Roussel
  - 1912 : La Barbe-bleue
  - 1914 : Dans quel monde
- Sous son nom [6]
  - 1919 : Marielle, roman d'une Lyonnaise
  - 1921 : Sur la route de lumière
  - 1922 : Grâce au la Chatte sauvage
  - 1924 : Désormais, Plon, in-8
  - 1926 : Calixte, ou l'introduction à la vie lyonnaise, Plon
  - 1928 : Maîtresse Jacques ou l'épouse à tout faire, Plon, in-8
  - 1929 : Laurette ou les Amours lyonnaises, Eaux-fortes et dessins de Joanny Drevet, Edit. Didier et Richard
  - 1930 : Laurette ou les Amours lyonnaises, réédition Plon, in-12, 250 p., réédité en 2003 par les Éditions lyonnaise d'art et d'histoire, avec une préface de Jean Butin.
  - 1931 : Une femme comme les autres, Plon, 256 p.
  - 1932 : Yvette bachelière, Plon, petit in-12, 242 p.
  - 1937 : Les Malheurs de Calixte, 247 p.
  - 1939 : Patrice : ou de l'Éducation des parents, Plon
  - 1942 : Sur la route de la lumière, Plon
  - 1948 : La plus merveilleuse histoire du monde, volumes 1 et 2, édit. S.E.F.I.
  - 1950 : Mes belles filles dons mon jardin, Plon
  - 1994 : Virgile, valet de chambre et moraliste, édition Bartillat

## Distinctions
- Premier Grand prix littéraire des amis de Lyon (1930) pour Laurette ou les Amours lyonnaises.
- Membre de l’Académie de Lyon (1943)
- Chevalier de la Légion d’honneur (1949)